# Puente Torres
Puente Torres es una localidad y pedanía española perteneciente al municipio de Valdeganga, en la provincia de Albacete, dentro de la comunidad autónoma de Castilla-La Mancha.

## Demografía
Evolución de la población
| Gráfica de evolución demográfica de Puente Torres entre 2000 y 2016 |
|                                                                     |
| Población de derecho (2000-2016) según el padrón municipal del INE  |